# Vernonia steetziana
Vernonia steetziana là một loài thực vật có hoa trong họ Cúc. Loài này được Oliv. & Hiern miêu tả khoa học đầu tiên năm 1877.